# Cosmiometra dasybrachia
Cosmiometra dasybrachia is een haarster uit de familie Thalassometridae.
De wetenschappelijke naam van de soort werd in 1916 gepubliceerd door Hubert Lyman Clark.